# Dreikampf-Europameisterschaft 1988

Logo CEB (ausrichtender Verband)

Die Dreikampf-Europameisterschaft 1988 war das zweite Turnier in dieser Disziplin des Karambolagebillards und fand vom 12. bis zum 15. Mai 1988 in Bad Mondorf statt. Diese Mehrkampfmeisterschaft wird international auch Tritathlon genannt.

## Geschichte
Diese Dreikampf-Europameisterschaft wurde auch als Serien-Dreikampf bekannt, da die drei Seriendisziplinen Freie Partie, Cadre 47/1und Cadre 71/2" gespielt wurden. Weil aber alle Distanzen bis nur 100 Punkte gespielt wurden, spielte das Glück auch eine gewisse Rolle. Von den insgesamt 84 Einzelpartien wurden 36 in nur einer Aufnahme beendet. Trotz allem siegte am Ende der beständigste Akteur. Nach Platz drei vor zwei Jahren gelang dem Wiener Franz Stenzel der Sieg. Im Finale gegen den Überraschungsfinalisten Philippe Deraes siegte er mit 4:2. Deraes war es auch der den großen Favoriten Fonsy Grethen bei seiner Heim-EM im Viertelfinale in der Verlängerung ausschaltete. Grethen spielte aber wieder einmal überragend und wurde am Ende Fünfter mit den besten Turnierleistungen. Im Spiel um Platz drei besiegte der Niederländer Raimond Burgman etwas überraschend den deutschen Serienspezialisten Thomas Wildförster. Im Spiel um Platz sieben gewann der Italiener Antonio Oddo in der Verlängerung. Leider wurden die Ergebnisse der Verlängerung vom Ausrichter nicht veröffentlicht.

## Modus
Gespielt wurde in der Gruppenphase im Round Robin-Modus und in der Endrunde im Knock-out-Modus gespielt.
1. PP = Partiepunkte
2. MP = Matchpunkte
3. VGD = Verhältnismäßiger Generaldurchschnitt
4. BVED = Bester Einzel Verhältnismäßiger Durchschnitt

Der VGD (Verhältnismässiger Generaldurchschnitt) wurde nach der portugiesischen Tabelle von 1977, die auch im Fünfkampf angewendet wird, berechnet.
In der Abschlusstabelle wurden die VGD's (PT-Punkte) der einzelnen Disziplinen addiert und durch drei geteilt.
Bei einem Unentschieden in der KO-Phase wurde eine Verlängerung gespielt. Es wurde in allen drei Disziplinen eine Aufnahme gespielt.
Partiedistanzen:
Freie Partie: Distanz 100 Punkte
Cadre 47/1: Distanz 100 Punkte
Cadre 71/2: Distanz 100 Punkte

## Abschlusstabelle
| Legende | Legende                                       |
| --- | --------------------------------------------- |
| Abk. | Bedeutung                                     |
| Pkt. | erzielte Punkte                               |
| Aufn. | benötigte Aufnahmen                           |
| ED | Einzeldurchschnitt                            |
| GD | Generaldurchschnitt                           |
| VGD | Verhältnismässiger Generaldurchschnitt        |
| BMD | Bester Mannschaftsdurchschnitt                |
| BED | Bester Einzeldurchschnitt                     |
| BSD | Bester Satzdurchschnitt                       |
| BEVD | Bester Einzel Verhältnismässiger Durchschnitt |
| HS | Höchstserie                                   |
| MP | Match Points                                  |
| PP | Partie Punkte                                 |
| G-U-V | Gewonnen-Unentschieden-Verloren               |
| SV | Satzverhältnis                                |
| WRP | Weltranglistenpunkte                          |
| | 1. Platz (Gold)                               |
| | 2. Platz (Silber)                             |
| | 3. Platz (Bronze)                             |
| | Bester GD des Turniers/Runde                  |
| | Bester VGD des Turniers/Runde                 |
| | Bester ED des Turniers/Runde                  |
| | Bester BVGD des Turniers/Runde                |
| | Beste HS des Turniers/Runde                   |
| (Evtl. finden nicht alle Begriffe Anwendung oder einige sind nicht aufgeführt. Diese können in der Liste der Karambolage-Begriffe nachgesehen werden.) |                                               |

| Endklassement              | Endklassement      | Endklassement | Endklassement | Endklassement | Endklassement | Endklassement | Endklassement | Endklassement | Endklassement |
| Platz                      | Name               | MP            | PP            | PT-Punkte     | Diszipl.      | VGD           | BVED          |               |               |
| -------------------------- | ------------------ | ------------- | ------------- | ------------- | ------------- | ------------- | ------------- | ------------- | ------------- |
| 1                          | Franz Stenzel      | 10:2          | 25:11         | 244,21        | 3             | 81,40         | 237,69        |               |               |
| 2                          | Philippe Deraes    | 6:6           | 20:16         | 245,00        | 3             | 81,66         | 237,69        |               |               |
| 3                          | Raimond Burgman    | 8:4           | 21:15         | 231,61        | 3             | 77,20         | 201,66        |               |               |
| 4                          | Thomas Wildförster | 6:6           | 20:16         | 314,34        | 3             | 104,78        | 321,66        |               |               |
| 5                          | Fonsy Grethen      | 8:2           | 23:7          | 361,55        | 3             | 120,51        | 237,69        |               |               |
| 6                          | Marc Massé         | 5:5           | 12:18         | 149,33        | 3             | 49,77         | 80,23         |               |               |
| 7                          | Antonio Oddo       | 6:4           | 13:17         | 157,83        | 3             | 52,61         | 82,66         |               |               |
| 8                          | Zoltan Kovač       | 4:6           | 16:14         | 153,43        | 3             | 51,14         | 52,13         |               |               |
| 9                          | George Sakkas      | 2:4           | 8:10          | 128,42        | 3             | 42,80         | 35,44         |               |               |
| 10                         | Carlos Tuset       | 1:5           | 6:12          | 121,96        | 3             | 40,65         | 185,83        |               |               |
| 11                         | Karsten Lieberkind | 0:6           | 2:16          | 84,20         | 3             | 28,06         | –             |               |               |
| 12                         | Armin Grimm        | 0:6           | 2:16          | 72,00         | 3             | 24,00         | –             |               |               |
| Turnierdurchschnitt: 63,62 |                    |               |               |               |               |               |               |               |               |

## Gruppenphase
| 1 | Fonsy Grethen      | 6:0 | 14:4 | 122,27 | 301,00 |
| 2 | Zoltan Kovač       | 4:2 | 12:6 | 46,16  | 52,13  |
| 3 | George Sakkas      | 2:4 | 8:10 | 42,80  | 35,44  |
| 4 | Karsten Lieberkind | 0:6 | 2:16 | 28,06  | –      |

| 1 | Thomas Wildförster | 4:2 | 12:6 | 128,82 | 321,66 |
| 2 | Franz Stenzel      | 4:2 | 12:6 | 74,75  | 105,17 |
| 3 | Raimond Burgman    | 4:2 | 10:8 | 114,32 | 202,22 |
| 4 | Armin Grimm        | 0:6 | 2:16 | 24,00  | –      |

| 1 | Marc Massé      | 5:1 | 11:7 | 57,32 | 80,23  |
| 2 | Antonio Oddo    | 4:2 | 10:8 | 50,21 | 66,57  |
| 3 | Philippe Deraes | 2:4 | 9:9  | 47,04 | 79,91  |
| 4 | Carlos Tuset    | 1:5 | 6:12 | 40,65 | 185,83 |

## Disziplintabellen
| Platz                      | Name               | MP  | Pkte. | Aufn. | GD    | BED    | HS  |
| -------------------------- | ------------------ | --- | ----- | ----- | ----- | ------ | --- |
| 1                          | Franz Stenzel      | 9:3 | 500   | 8     | 62,50 | 100,00 | 100 |
| 2                          | Philippe Deraes    | 8:4 | 500   | 9     | 55,55 | 100,00 | 100 |
| 3                          | Thomas Wildförster | 6:6 | 305   | 8     | 38,12 | 100,00 | 100 |
| 4                          | Raimond Burgman    | 4:8 | 301   | 8     | 37,62 | 100,00 | 100 |
| 5                          | Fonsy Grethen      | 7:3 | 438   | 5     | 87,60 | 100,00 | 100 |
| 6                          | Antonio Oddo       | 6:4 | 415   | 12    | 34,58 | 100,00 | 100 |
| 7                          | Marc Massé         | 4:6 | 369   | 10    | 36,90 | 100,00 | 100 |
| 8                          | Zoltan Kovač       | 3:7 | 272   | 7     | 38,65 | 100,00 | 100 |
| 9                          | George Sakkas      | 4:2 | 203   | 3     | 67,66 | 100,00 | 100 |
| 10                         | Karsten Lieberkind | 2:4 | 183   | 5     | 36,60 | 100,00 | 100 |
| 11                         | Armin Grimm        | 2:4 | 101   | 3     | 33,66 | 100,00 | 100 |
| 12                         | Carlos Tuset       | 1:5 | 190   | 6     | 31,66 | 100,00 | 100 |
| Turnierdurchschnitt: 44,96 |                    |     |       |       |       |        |     |

| Platz                      | Name               | MP   | Pkte. | Aufn. | GD    | BED    | HS  |
| -------------------------- | ------------------ | ---- | ----- | ----- | ----- | ------ | --- |
| 1                          | Franz Stenzel      | 11:1 | 600   | 30    | 20,00 | 100,00 | 100 |
| 2                          | Thomas Wildförster | 7:5  | 537   | 15    | 35,80 | 100,00 | 100 |
| 3                          | Raimond Burgman    | 6:6  | 442   | 27    | 16,37 | 100,00 | 100 |
| 4                          | Philippe Deraes    | 5:7  | 457   | 25    | 18,28 | 100,00 | 100 |
| 5                          | Fonsy Grethen      | 7:3  | 487   | 16    | 30,43 | 100,00 | 100 |
| 6                          | Zoltan Kovač       | 6:4  | 372   | 27    | 13,77 | 14,28  | 66  |
| 7                          | Marc Massé         | 6:4  | 329   | 24    | 13,70 | 16,66  | 48  |
| 8                          | Antonio Oddo       | 4:6  | 294   | 16    | 18,37 | 25,00  | 92  |
| 9                          | Carlos Tuset       | 2:4  | 185   | 16    | 11,56 | 100,00 | 100 |
| 10                         | George Sakkas      | 2:4  | 191   | 19    | 10,05 | 10,00  | 48  |
| 11                         | Armin Grimm        | 0:6  | 57    | 6     | 9,50  | –      | 34  |
| 12                         | Karsten Lieberkind | 0:6  | 162   | 23    | 7,04  | –      | 26  |
| Turnierdurchschnitt: 16,85 |                    |      |       |       |       |        |     |

| Platz                      | Name               | MP   | Pkte. | Aufn. | GD    | BED    | HS  |
| -------------------------- | ------------------ | ---- | ----- | ----- | ----- | ------ | --- |
| 1                          | Raimond Burgman    | 11:1 | 600   | 15    | 40,00 | 100,00 | 100 |
| 2                          | Philippe Deraes    | 7:5  | 491   | 14    | 35,07 | 100,00 | 100 |
| 3                          | Thomas Wildförster | 7:5  | 487   | 114   | 34,78 | 100,00 | 100 |
| 4                          | Franz Stenzel      | 5:7  | 411   | 14    | 29,35 | 100,00 | 100 |
| 5                          | Fonsy Grethen      | 9:1  | 500   | 11    | 45,45 | 100,00 | 100 |
| 6                          | Zoltan Kovač       | 7:3  | 401   | 22    | 18,22 | 33,33  | 96  |
| 7                          | Antonio Oddo       | 3:7  | 362   | 26    | 13,92 | 33,33  | 64  |
| 8                          | Marc Massé         | 2:8  | 283   | 16    | 17,68 | 50,00  | 98  |
| 9                          | Carlos Tuset       | 3:3  | 279   | 17    | 16,41 | 33,33  | 62  |
| 10                         | George Sakkas      | 2:4  | 145   | 12    | 12,08 | 25,00  | 57  |
| 11                         | Karsten Lieberkind | 0:6  | 144   | 12    | 12,00 | –      | 60  |
| 12                         | Armin Grimm        | 0:6  | 38    | 7     | 5,42  | –      | 21  |
| Turnierdurchschnitt: 23,00 |                    |      |       |       |       |        |     |

## Viertelfinale
| Disziplin                                         | MP  | Pkte    | Aufn. | ED          | HS    |
| ------------------------------------------------- | --- | ------- | ----- | ----------- | ----- |
| Franz Stenzel vs. Zoltan Kovač 2:0 (237,69:33,69) |     |         |       |             |       |
| Freie Partie                                      | 2:0 | 100:3   | 1     | 100,00/3,00 | 100/3 |
| Cadre 47/1                                        | 2:0 | 100:0   | 1     | 100,00/0,00 | 100/0 |
| Cadre 71/2                                        | 1:1 | 100:100 | 3     | 33,33/33,33 | 90/96 |
|                                                   | 5:1 |         |       |             |       |

| Name                                                   | MP  | Pkte   | Aufn. | ED           | HS     |
| ------------------------------------------------------ | --- | ------ | ----- | ------------ | ------ |
| Thomas Wildförster vs. Antonio Oddo 2:0 (229,44:20,27) |     |        |       |              |        |
| Freie Partie                                           | 2:0 | 100:15 | 1     | 100,00/15,00 | 100/15 |
| Cadre 47/1                                             | 2:0 | 100:6  | 1     | 100,00/6,00  | 100/6  |
| Cadre 71/2                                             | 1:1 | 100:49 | 4     | 25,00/12,25  | 71/29  |
|                                                        | 6:0 |        |       |              |        |

| Name                                              | MP  | Pkte    | Aufn. | ED           | HS     |
| ------------------------------------------------- | --- | ------- | ----- | ------------ | ------ |
| Raimond Burgman vs. Marc Massé 2:0 (201,66:23,44) |     |         |       |              |        |
| Freie Partie                                      | 1:1 | 100:100 | 3     | 33,33/33,33  | 98/79  |
| Cadre 47/1                                        | 2:0 | 100:15  | 1     | 100,00/15,00 | 100/15 |
| Cadre 71/2                                        | 1:1 | 100:51  | 5     | 33,33/33,33  | 54/20  |
|                                                   | 6:0 |         |       |              |        |

| Name                                                  | MP      | Pkte    | Aufn. | ED            | HS      |
| ----------------------------------------------------- | ------- | ------- | ----- | ------------- | ------- |
| Philippe Deraes vs. Fonsy Grethen 2:0 (237,69:237,69) |         |         |       |               |         |
| Freie Partie                                          | 1:1     | 100:100 | 1     | 100,00/100,00 | 100/100 |
| Cadre 47/1                                            | 1:1     | 100:100 | 1     | 100,00/100,00 | 100/100 |
| Cadre 71/2                                            | 1:1     | 100:100 | 3     | 33,33/33,33   | 100/94  |
| FP:40:0;47/1:0:25;71/2:25:17                          | 3:3/4:2 |         |       |               |         |

## Halbfinale
| Disziplin                                                 | MP  | Pkte   | Aufn. | ED           | HS     |
| --------------------------------------------------------- | --- | ------ | ----- | ------------ | ------ |
| Philippe Deraes vs. Thomas Wildförster 2:0 (235,55:87,83) |     |        |       |              |        |
| Freie Partie                                              | 2:0 | 100:0  | 1     | 100,00/0,00  | 100/0  |
| Cadre 47/1                                                | 2:0 | 100:41 | 2     | 50,00/20,50  | 77/33  |
| Cadre 71/2                                                | 2:0 | 100:54 | 1     | 100,00/54,00 | 100/54 |
|                                                           | 6:0 |        |       |              |        |

| Name                                                  | MP  | Pkte   | Aufn. | ED           | HS     |
| ----------------------------------------------------- | --- | ------ | ----- | ------------ | ------ |
| Franz Stenzel vs. Raimond Burgman 2:0 (101,28:121,95) |     |        |       |              |        |
| Freie Partie                                          | 2:0 | 100:0  | 1     | 100,00/0,00  | 100/0  |
| Cadre 47/1                                            | 2:0 | 100:89 | 14    | 7,14/6,35    | 41/28  |
| Cadre 71/2                                            | 0:2 | 59:100 | 1     | 59,00/100,00 | 59/100 |
|                                                       | 4:2 |        |       |              |        |

## Platzierungsspiele
| Disziplin                                       | MP         | Pkte    | Aufn. | ED            | HS      |
| ----------------------------------------------- | ---------- | ------- | ----- | ------------- | ------- |
| Antonio Oddo vs. Zoltan Kovač 2:0 (82,66:76,84) |            |         |       |               |         |
| Freie Partie                                    | 1:1        | 100:100 | 1     | 100,00/100,00 | 100/100 |
| Cadre 47/1                                      | 2:0        | 100:72  | 4     | 25,00/18,00   | 41/65   |
| Cadre 71/2                                      | 1:1        | 72:100  | 6     | 12,00/16,66   | 32/63   |
|                                                 | Verl. Oddo | 3:3 2:0 |       |               |         |

| Name                                            | MP  | Pkte   | Aufn. | ED           | HS     |
| ----------------------------------------------- | --- | ------ | ----- | ------------ | ------ |
| Fonsy Grethen vs. Marc Massé 2:0 (237,69:47,00) |     |        |       |              |        |
| Freie Partie                                    | 2:0 | 100:46 | 1     | 100,00/46,00 | 100/46 |
| Cadre 47/1                                      | 2:0 | 100:14 | 1     | 100,00/14,00 | 100/14 |
| Cadre 71/2                                      | 2:0 | 100:36 | 3     | 33,33/12,00  | 52/29  |
|                                                 | 6:0 |        |       |              |        |

| Name                                                     | MP  | Pkte   | Aufn. | ED          | HS    |
| -------------------------------------------------------- | --- | ------ | ----- | ----------- | ----- |
| Raimond Burgman vs. Thomas Wildförster 2:0 (73,31:59,12) |     |        |       |             |       |
| Freie Partie                                             | 2:0 | 100:2  | 1     | 100,00/2,00 | 100/2 |
| Cadre 47/1                                               | 0:2 | 35:100 | 3     | 11,66/33,33 | 18/90 |
| Cadre 71/2                                               | 2:0 | 100:33 | 4     | 25,00/8,25  | 40/16 |
|                                                          | 4:2 |        |       |             |       |

| Name                                                  | MP  | Pkte   | Aufn. | ED           | HS     |
| ----------------------------------------------------- | --- | ------ | ----- | ------------ | ------ |
| Franz Stenzel vs. Philippe Deraes 2:0 (169,62:154,43) |     |        |       |              |        |
| Freie Partie                                          | 0:2 | 0:100  | 1     | 0,00/100,00  | 0/100  |
| Cadre 47/1                                            | 2:0 | 100:59 | 3     | 33,33/19,66  | 91/42  |
| Cadre 71/2                                            | 2:0 | 100:65 | 1     | 100,00/65,00 | 100/65 |
|                                                       | 4:2 |        |       |              |        |